# Јулијска Крајина
Јулијска Крајина (словен. Julijska krajina), позната и као Јулијска Венеција (итал. Venezia Giulia, вен. , њем. Julisch Venetien), област је југоисточне Европе подијељена између Италије, Словеније и Хрватске. Израз је сковао италијански лингвиста Грацијадио Исаја Асколи 1863, како би показао да Аустријско приморје, Венето, Фурланија и Трентино (тада дио Аустријског царства) дијеле заједнички италијански лингвистички идентитет. Асколи је нагласио августовску подјелу римске Италије на почетку периода царства, када је Венеција и Истрија (лат. Venetia et Histria) била Регија 10. (лат. Regio X).
Израз су касније прихватили италијански иредентисти, који су настојали да припоје регије у којима су етнички Италијани чинили већину (или знатан удио) становништва: Аустријско приморје, Трентино, Ријека и Далмација. Тројна антанта је регије обећала Италији у претпостављеном распаду Аустроугарске у замјену за придруживање Италије савезничким снагама у Првом свјетском рату. Тајним Лондонским споразумом из 1915. Италији су обећане територије које су углавном насељене Италијанима (као што је Трентино) поред оних које су углавном насељене Јужним Словенима; на територији је живјело 421.444 Италијана и око 327.000 Словенаца.

## Етимологија
Израз „Јулијска Крајина” је дјелимичан превод италијанског назива „Јулијска Венеција” (итал. Venezia Giulia), који је сковао италијански историјски лингвиста Грацијадио Асколи, рођен у Горици. У новинском чланку из 1863. Асколи се фокусира на широку географску област сјеверно и источно од Венеције која је била под аустријском влашћу; назвао ју је Тривенето („три венецијанске регије”). Асколи је Тривенето подијелио на три дијела:
- Еуганска Венеција (итал.  — „права Венеција”) — чине је италијанска регија Венето и већи дио Фурланије (приближно одговара садашњим покрајинама Удине и Порденоне).
- Тридентинска Венеција (лат. Venezia Tridentina) — данашња италијанска регија Трентино—Јужни Тирол.
- Јулијска Венеција (итал. Venezia Giulia) — „Горица, Трст и Истра… укључујући копно између Венеција у строгом смислу ријечи, Јулијских Алпа и мора”.

Према овој дефиницији, Тривенето се преклапа са староримском регијом Регија 10. — Венеција и Истрија коју је увео цар Август током своје административне реорганизације римске Италије на почетком 1. вијека н. е. Асколи је сковао своје изразе из лингвистичких и културних разлога, рекавши да су језици који се говоре у три области суштински слични. Његов циљ је био да владајућем Аустријском царству нагласи латинске и венецијанске коријене регије и значај италијанског лингвистичког елемента.
Израз „Јулијска Венеција” није се одмах примио, а почео је да се шире користи тек у првој деценији 20. вијека. Италијанска влада га је користила у званичним административним актима 1922—1923. и послије 1946, када је укључен у назив нове регије Фурланија—Јулијска Венеција.